# Merton Sandler

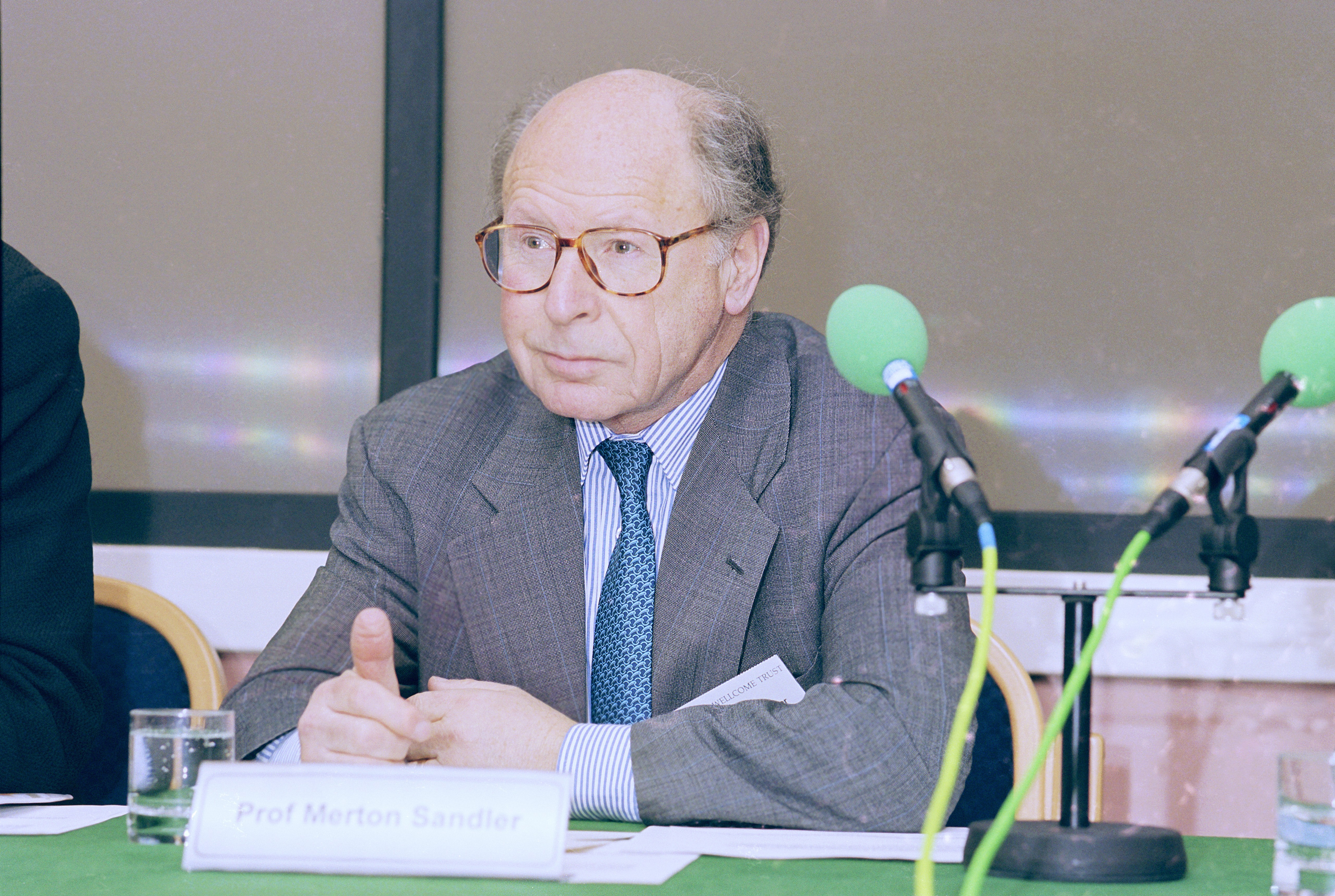
Merton Sandler (1997)

Merton Sandler (* 28. März 1926 in Salford; † 24. August 2014) war ein britischer Pathologe und Psychopharmakologe.

## Leben
Merton Sandler besuchte die Manchester Grammar School und studierte Medizin an der University of Manchester. Im Jahr 1959 stellte er die Theorie auf, dass Depression mit einem Monoaminmangel im Gehirn zusammenhängt, was zur Entwicklung von Antidepressiva führte. Sandler war von 1973 bis 1991 Professor für chemische Pathologie an der Universität London. Als Gastprofessor war er an der University of New Mexico, der Chicago Medical School und der University of South Florida tätig. 1973 wurde er mit dem Anna-Monika Prize geehrt. Außerdem erhielt er 1992 die Ehrendoktorwürde der Semmelweis-Universität.
Er war verheiratet und hatte vier Kinder. Außerdem war er seit 1954 aktiver Freimaurer. Sandler gehörte mehreren Logen an und war in der Vereinigten Großloge von England aktiv.